# Jinan
Jinan (xinès tradicional: 濟南 市, xinès simplificat: 济南 市, pinyin: Jǐnánshì, transcripció antiga: Tsin) és la capital de la província de Shandong de la República Popular de la Xina. Travessada pel riu Groc, és considerada el centre econòmic, polític, cultural, comercial, educatiu i de transport per a tota la província de Shandong.
Jinan està dividida en cinc districtes i quatre comtats que ocupen una àrea total de 8227 km². La seva població l'any 2002 era de 5.490.000 habitants, dels quals més de 2.500.000 vivien a l'àrea urbana.

## Història
Jinan és considerada com una de les localitzacions en les quals va néixer la civilització xinesa.
El primer assentament de la ciutat data, probablement, de la dinastia Shang, fa més de 9.000 anys. D'aquesta localització, al sud de les antigues aigües Ji, procedeix el nom de Jinan que significa literalment "sud de Ji".
Jinan es va desenvolupar lentament durant la dinastia Zhou, en temps de la dinastia Jin, el budisme va començar a desenvolupar-se en la zona i es van construir diversos temples. Jinan va esdevenir el centre religiós de la regió. Durant la dinastia Song del nord, Jinan va esdevenir prefectura i se la va anomenar "la nació de la literatura i el lloc del benestar". Era una de les zones de tot el regne en què es recaptaven més impostos.
Jinan va ser el punt en què es va desenvolupar el primer comerç d'articles de bronze, la qual cosa demostra el ràpid creixement industrial i comercial que va aconseguir la ciutat. Els "dos An de Jinan" van crear nombroses poesies i obres literàries durant aquesta època i es van convertir en màxims representants de l'elit literària xinesa. La ciutat va seguir desenvolupant-se durant les dinasties Ming i Qing, convertint-se en un dels centres comercials més importants a la regió a finals de l'època Qing.
La ciutat va patir nombrosos danys durant la Segona Guerra Mundial i va ser reconstruïda de forma intensiva. Des de les reformes efectuades per Deng Xiaoping, Jinan ha esdevingut una metròpoli moderna.
Jinan ha estat el bressol de nombrosos personatges destacats en la història i la cultura xinesa. Aquí van néixer o créixer Bian Que, fundador de la medicina xinesa tradicional, i la poetessa i escriptora Li Qingzhao (1083 - ca. 1151). També van visitar la ciutat i residir-hi durant un temps els poetes Li Bai i Du Fu i els escriptors Lao Xe (o Lao She) i Ding Ling. Per això, Jinan de vegades és coneguda com la "ciutat de les celebritats".

## Geografia i clima
Està situada a la zona nord-occidental de la província de Shandong. Té un clima continental, amb les quatre estacions ben diferenciades. La primavera i la tardor són estacions seques, l'estiu és calorós i plujós, i l'hivern pot arribar a ser extremadament fred.
La temperatura mitjana anual és de 14,2 °C i la mitjana de precipitacions de 675 mm. Gener és el mes més fred i el més sec, amb una temperatura mínima de -5,4 °C i una màxima de 3,6 °C. El mes més calorós és el de juliol, amb temperatures que oscil·len entre els 32,6 °C de màxima i els 23,5 °C de mínima....

## Llocs d'interès
- El manantial Baotu: localitzat al parc del mateix nom, al sud-est de l'antiga ciutat. És una de les 72 deus localitzades a la ciutat que destaca per la seva peculiar bellesa. Tots els edificis que l'envolten han estat restaurats.
- La residència de Confuci: Situada a la localitat propera de Qufu. Després de la mort de Confuci, l'habitatge va quedar a càrrec de la cura dels seus familiars. Ocupa una àrea de 7,4 hectàrees i té un total de 480 habitacions. En aquesta casa van viure els descendents del filòsof fins a la segona meitat del segle xx. L'últim descendent directe de Confuci va fugir a Taiwan poc després de la fundació de la República Popular a causa de l'hostilitat de les autoritats comunistes cap a qualsevol vestigi del confucianisme.
- El temple de Confuci: També a Qufu, està situat al centre de l'antiga ciutat. Construït durant la dinastia Han, el temple ha sofert diverses reconstruccions i ampliacions al llarg dels segles.
- La muntanya Tai, al costat de la ciutat propera de Tai'an, una de les cinc muntanyes sagrades de la Xina.
- La muntanya dels mil budes: dins de la mateixa ciutat de Jinan, es troba la muntanya dels mil budes. Es tracta d'una muntanya per la qual es pot pujar mitjançant unes escales. Un cop arribats a dalt, ens ofereix una magnífica vista panoràmica de la ciutat. En el camí de pujada es pot apreciar diferents estàtues de buda. Hi ha la possibilitat de baixar per un llarg tobogan.

## Fills il·lustres
- Liu Yumin (1951 -) escriptor. Guanyador del Premi Mao Dun de Literatura de l'any 1997.
- Zhang Yueran (1982 -) escriptora